# Комбінаторна література
Комбінато́рна пое́зія — різновид комбінаторної літератури, поезія формальних обмежень — поетичні твори, створені на основі формального комбінування тих чи інших елементів тексту (літер, слів, фраз, рядків): їх перестановки, сполучень, повторень, виділення або навмисного вилучення.
Серед різновидів комбінаторної поезії — акростих, анаграма, ліпограма, омограма, панторима, пантограма, тавтограма.